# Saropogon meghalayensis
Saropogon meghalayensis là một loài ruồi trong họ Asilidae. Saropogon meghalayensis được Parui miêu tả năm 1999. Loài này phân bố ở miền Ấn Độ - Mã Lai.